# Jökulhlaup

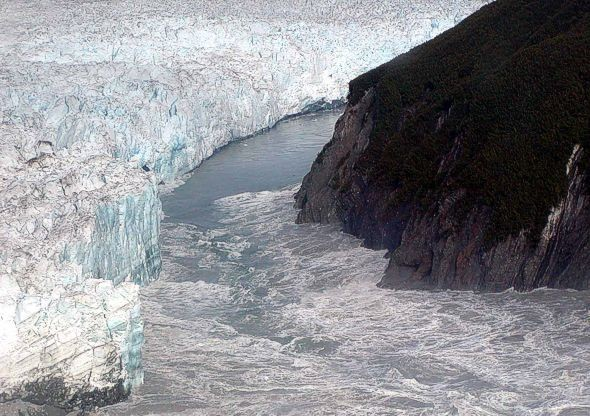
La rottura della diga naturale del lago Russell nel ghiacciaio Hubbard provocò il 14 agosto 2002 il secondo più grande jökulhlaup finora documentato.

Il termine jökulhlaup (pronuncia: /ˈjœːkʏl̥ˌl̥øip/) è un prestito linguistico dall'islandese e che originariamente si riferiva all'inondazione conseguente a un'eruzione subglaciale, cioè un'eruzione vulcanica che avviene al di sotto di un ghiacciaio. Quest'ultimo inizia a fondere a causa del calore prodotto dall'eruzione e forma un lago intrappolato sotto il rimanente cappello di ghiaccio. Quando il ghiaccio collassa, l'acqua rompe la barriera e fluisce in modo estremamente rapido dando luogo a un'alluvione del territorio adiacente che può anche essere di tipo catastrofico.

## Origine del termine
La parola in islandese è ormai di uso generalizzato nella letteratura specializzata in quasi tutte le lingue.
Ormai anche lo United States Geological Survey, nei bollettini informativi, per definire il fenomeno utilizza la parola islandese che è di fatto divenuta il termine ufficiale.
Il primo utilizzo della parola jökulhlaup faceva riferimento alle catastrofiche inondazioni subglaciali del Vatnajökull, in Islanda, innescate dal riscaldamento geotermico e da eruzioni subglaciali, ma viene attualmente utilizzata per descrivere le imponenti e distruttive emissioni di enormi quantitativi di acqua da un lago subglaciale o proglaciale.

## Il ghiacciaio del Vatnajökull
Non è un caso che il termine inglese venga dall'islandese, come ben sanno coloro che spesso, nel sud dell'Islanda, sono stati vittime di tali catastrofi. È il caso del vulcano sotto il lago Grímsvötn, situato nel ghiacciaio del Vatnajökull. Durante l'eruzione avvenuta nel 1996, il ghiaccio si fuse e il fiume Skeiðará inondò il territorio del Parco nazionale Skaftafell. Si fusero 45.000 m³/s di ghiaccio, distruggendo parte della Hringvegur (strada nº 1). Dopo l'alluvione furono osservati, presso le rive del fiume, iceberg alti fino a 10 m.
Il termine viene ora utilizzato anche per indicare le grandi inondazioni avvenute durante le ultime glaciazioni, quando si rompevano le dighe naturali, fatte di ghiaccio o materiale di sedimentazione, formatesi in qualche restringimento sul corso di un ghiacciaio. L'improvvisa rottura della diga, per collasso naturale dovuto all'eccessiva spinta dell'acqua accumulata o in seguito ad un aumento di temperatura che fondeva il tappo di ghiaccio, provocava la liberazione improvvisa di enormi quantitativi di acqua che si riversano nelle vallate con effetti disastrosi. In qualche caso sono ancora evidenti i segni di queste inondazioni, come in Scandinavia in seguito all'ultima glaciazione.